# 주몽골 미국 대사관
주몽골 미국 대사관(영어: Embassy of the United States, Ulaanbaatar, 몽골어: Америкийн Нэгдсэн Улсын элчин сайдын яам)은 미국 국무부가 몽골의 수도인 울란바토르에 설치한 대사관이다. 그러나 이 대사관은 1988년 최초로 개설한 해당 대사관이 미국 콜로라도주 덴버에 거주하고 있는 몽골인들의 대형 공동체이기 때문에, 덴버 거리에 위치하고 있다.

## 같이 보기

### 일반 주제
- 몽골-미국 관계(영어판)
- 주미국 몽골 대사관
- 미국의 재외공관 목록

### 몽골에 설치한 다른 대사관
- 주몽골 대한민국 대사관
- 주몽골 일본 대사관
- 주울란바토르 타이베이 무역경제대표처

### 주변국에 설치한 다른 미국 공관
- 주한 미국 대사관
- 주일본 미국 대사관
- 주중국 미국 대사관
- 주러시아 미국 대사관(영어판)